# Usu (utensile)

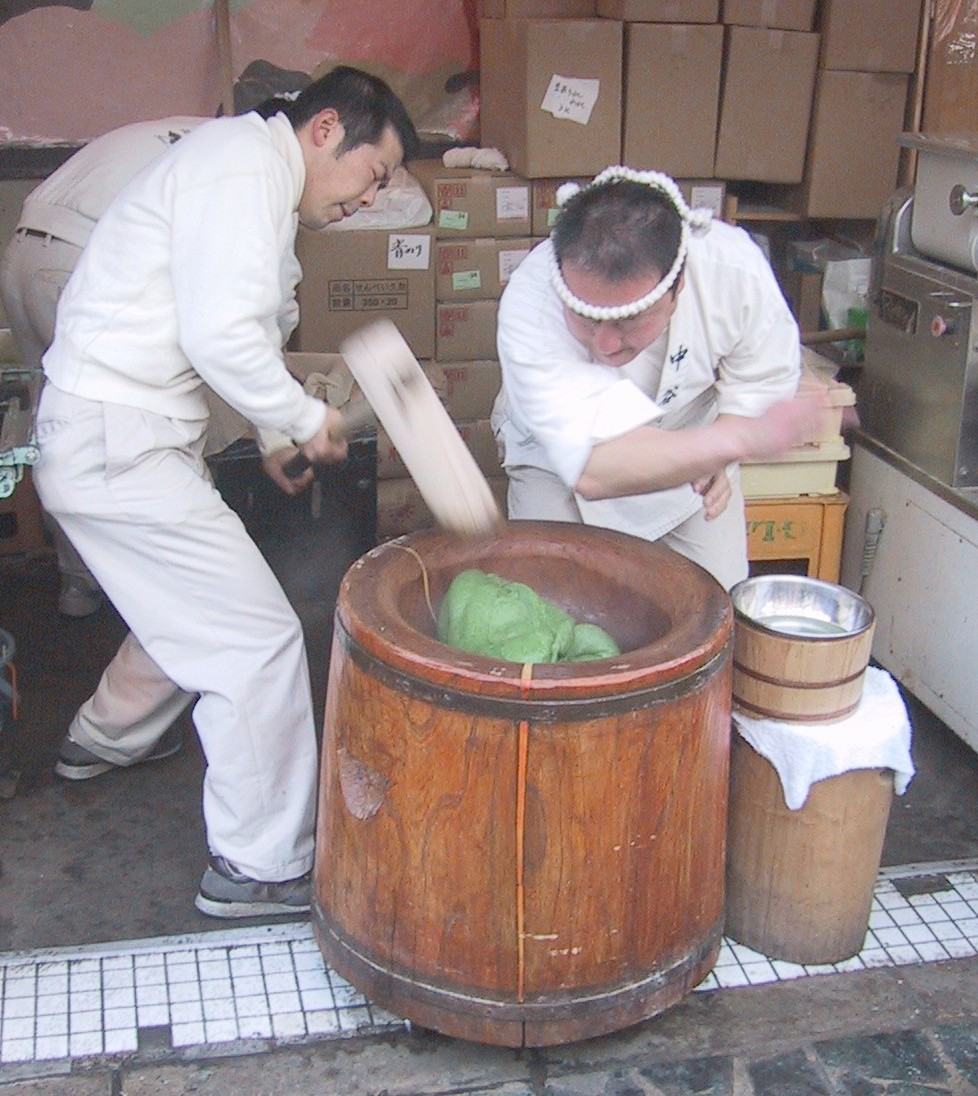
Usu e kine utilizzati nella tradizionale preparazione del mochi

L'usu, in lingua giapponese usu (臼?), è tradizionale utensile da cucina usato in Giappone; si tratta di un mortaio di grandi dimensioni, utilizzato in coppia con un martelletto chiamato kine (杵?) per pestare e sminuzzare riso o miglio.
Realizzato tipicamente in legno o pietra, l'usu è caratteristico soprattutto per le sue grandi dimensioni: misura infatti circa un metro in altezza e 30 centimetri in diametro; similmente il kine, con cui l'usu viene usato in coppia, è un grosso martello di legno la cui lunghezza, asta compresa, può superare il metro. L'utilizzo più tipico per l'usu è la preparazione del mochi, un dolce giapponese costituito da riso pestato a formare una pasta appiccicosa; durante la preparazione tradizionale del mochi, una procedura chiamata mochitsuki, due persone lavorano in coppia, la prima maneggiando il kine e la seconda rigirando e compattando la pasta di riso che si viene formando. Come è facile immaginare, la coordinazione è fondamentale in questo processo, in quanto un movimento o un colpo sbagliato di martello può provocare incidenti: per questo chi lo pratica è solito cantare motivi ritmati e cadenzati per mantenere un ritmo fluido e coordinato.
Uno strumento simile all'usu, ma di minori dimensioni e di forma leggermente diversa, è il suribachi, un mortaio da cucina di misure ridotte.